# Leopoldo Pirelli
Leopoldo Pirelli (Usmate Velate, un pueblo próximo a Varese, Lombardía; 27 de agosto de 1925-Portofino, Liguria; 23 de enero de 2007) fue un empresario e ingeniero italiano.

## Biografía
En 1950 termina la carrera de Ingeniería mecánica y se incorpora a la empresa de su familia. Estuvo presidiendo Pirelli desde 1965 hasta 1999. También fue presidente de la patronal italiana Confindustria.
- Datos: Q1394687
- Multimedia: Leopoldo Pirelli / Q1394687